# Frank Rengenhart
Frank Rengenhart (Amsterdam, 7 oktober 1982) is een Nederlandse tafeltennisser die sinds de najaarscompetitie van 2007 voor Pecos uitkwam. Daarmee promoveerde hij in het voorjaar van 2008 naar de eredivisie. In de eredivisie speelde hij vervolgens bij Enjoy & Deploy Heerlen, dat zijn thuiswedstrijden in Zoetermeer speelde bij Taverzo, en daarna bij Hilversum. De rechtshandige Rengenhart werd in 2009 zowel Nederlands kampioen dubbelspel (samen met ploeggenoot Merijn de Bruin) als Nederlands kampioen gemengd dubbel (met Yana Timina). Hij speelde zes keer voor het Nederlandse team.
Rengenhart kwam eerder uit voor onder meer Arboned Westa. Hij is in het maatschappelijk leven sinds 2008 account-/marketingmanager voor Li-Ning, een Chinees sportmerk. Daarvoor rondde Rengenhart een opleiding sportmanagement af aan de Johan Cruyff University.

## Erelijst
- Nederlands kampioen dubbelspel 2009 (met Merijn de Bruin)
- Nederlands kampioen gemengd dubbel 2009 (met Yana Timina)
- Kampioen eerste divisie voorjaar 2008, met Pecos
- Kampioen eerste divisie voorjaar 2010, met Pecos
- Kampioen eerste divisie voorjaar 2013, met Hilversum

## Verenigingen
Seniorencompetities
- eerder: Arboned Westa
- 2007/2008 t/m 2009/2010: Pecos
- Najaar 2010: Enjoy & Deploy Heerlen
- 2011/2012 t/m najaar 2015: Hilversum